# Paolo Stanzani
Paolo Stanzani (né le 20 juillet 1936, et mort le 18 janvier 2017) est un ingénieur automobile italien ayant œuvré pour le constructeur de voitures de sport de prestige Lamborghini.

## Biographie
En 1963, alors âgé de vingt-cinq ans, Paolo Stanzani est recruté, avec Gian Paolo Dallara et Bob Wallace, par Ferruccio Lamborghini pour rejoindre l'équipe qui va concevoir entre autres la Lamborghini Miura. 
Paolo Stanzani fut recommandé à Ferruccio Lamborghini par le professeur Morandi dont il était l'assistant à l'université de Bologne. 
Son premier travail chez Lamborghini consista à assister Ferruccio Lamborghini lors d'une visite au siège de Pirelli à Turin durant laquelle Lamborghini négocia son premier contrat avec Pirelli. En 1968, alors que Dallara quitte le constructeur, il est chargé de concevoir la Lamborghini Countach.
Ferruccio Lamborghini décrivait Stanzani en ces termes : « Stanzani [...] était un grand ingénieur, [...] mais l'un de ceux qui regardent à la dépense. Il réduisait les coûts toujours habilement — partout où il pouvait.  »
Par la suite, il travaillera pour Romano Artioli sur le projet de la Bugatti EB110 mais il partira du projet en cours de route laissant sa place à Nicola Materazzi.